# Resolutie 354 Veiligheidsraad Verenigde Naties
Resolutie 354 van de Veiligheidsraad van de Verenigde Naties werd met unanimiteit
van stemmen aangenomen op 23 juli 1974.

## Achtergrond
In 1974 laaide het geweld tussen de Grieks- en de Turks-Cyprioten opnieuw in alle hevigheid op, nadat Griekenland het eiland via een staatsgreep probeerde in te lijven. In juli 1974 viel Turkije het eiland binnen en bezette het noordelijke deel.

## Inhoud
De Veiligheidsraad herbevestigde de voorwaarden in resolutie 353. De Veiligheidsraad eiste verder dat alle vechtende partijen onmiddellijk zouden voldoen aan paragraaf °2 van resolutie 353 die opriep tot een einde aan de gevechten. Alle staten werden door de Veiligheidsraad verzocht zich te onthouden van acties die de situatie verder konden verergeren.

## Verwante resoluties
- Resolutie 349 Veiligheidsraad Verenigde Naties
- Resolutie 353 Veiligheidsraad Verenigde Naties
- Resolutie 355 Veiligheidsraad Verenigde Naties
- Resolutie 356 Veiligheidsraad Verenigde Naties

Lijst ·  345 ·  346 ·  347 ·  348 ·  349 ·  350 ·  351 ·  352 ·  353 ·  354 ·  355 ·  356 ·  357 ·  358 ·  359 ·  360 ·  361 ·  362 ·  363 ·  364 ·  365 ·  366